# Theodor Schüz
Theodor Schüz   (Waldachtal, 26 de març de 1830 - Düsseldorf, 17 de juny de 1900) va ser un pintor alemany associat a la Düsseldorfer Malerschule.

## Biografia

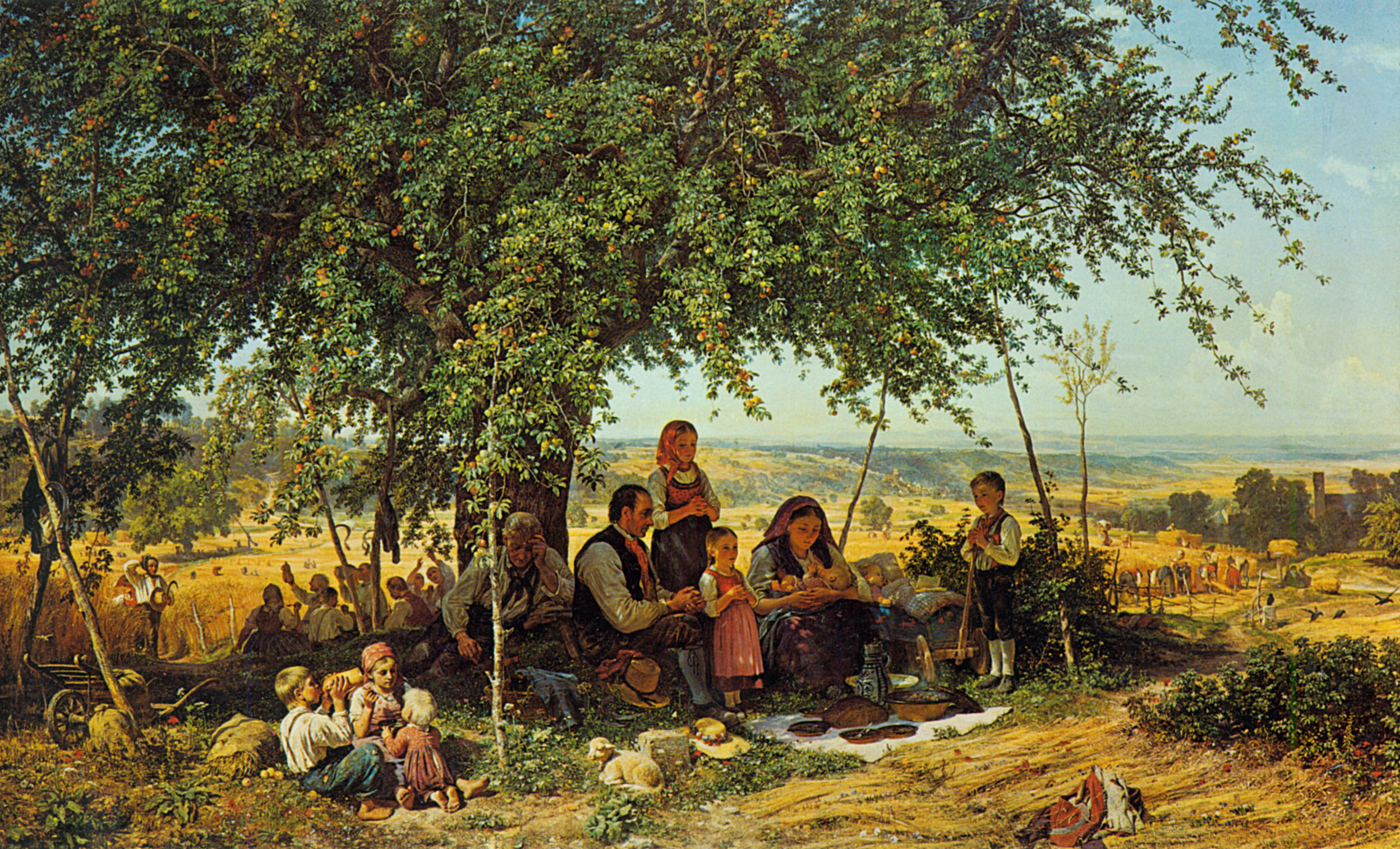
Pregària del migdia a la collita

Era el fill petit d'un pastor evangèlic. Al principi es va formar com a notari a Herrenberg, però més tard va començar a estudiar art a Stuttgart. El 1856, va continuar els seus estudis a l'Acadèmia de Belles Arts de Munic. Allà, esdevingué un mestre estudiant del pintor d'història Carl von Piloty.
El 1866 es va traslladar a Düsseldorf, on romandria la resta de la seva vida. Els seus fills, Friedrich (1874-1954) i Hans (1883-1922) també es van convertir en pintors. El seu altre fill, Martin (1877-1945), va ser pastor evangèlic a Haigerloch, però també va ser un aquarel·lista aficionat.
Va guanyar el seu públic més ampli com a il·lustrador de les primeres obres d’Ottilie Wildermuth. La seva obra més coneguda, " Pregària del migdia a la collita", ara a la Staatsgalerie Stuttgart, es va exposar originalment a l'Exposition Universelle (1867). La majoria de les seves pintures són d'estil romàntic tardà, i moltes són de caràcter religiós.